# Ya Çok Seversen
Ya Çok Seversen é uma série de televisão turca produzida pela Ay Yapım e exibida pelo Kanal D em 6 de julho a 30 de setembro de 2023.
A trama é protagonizada por Kerem Bürsin e Hafsanur Sancaktutan.

## Sinopse
Ateş foi mandado para um internato ainda jovem após a morte de sua mãe e nunca mais voltou para a casa de sua família. Ele passou a vida de forma independente no exterior, sem confia em ninguém. Por outro lado, Leyla nunca conheceu sua família verdadeira e ganha a vida enganando as pessoas por dinheiro. A série explora seus caminhos que se cruzam e a jornada de amor e confiança que se desenrola à medida que eles se unem.

## Elenco
| Ator / Atriz         | Personagem    |
| -------------------- | ------------- |
| Kerem Bürsin         | Ateş Arcalı   |
| Hafsanur Sancaktutan | Leyla Kökdal  |
| Hatice Aslan         | Füsun Arcalı  |
| Şerif Erol           | İlter Evcili  |
| Cemre Ebüzziya       | Bige          |
| Nazmi Kırık          | Yakup Civelek |
| Aziz Caner İnan      | Umut Arcalı   |
| Mine Kılıç           | Meryem Yunus  |
| Oğulcan Arman Uslu   | Onur          |
| Durukan Çelikkaya    | Barış         |
| Özgün Akaçça         | Mert          |
| Lara Aslan           | Ilgaz Arcalı  |
| Adin Külçe           | Aydos Arcalı  |
| Arven Ece Yavuz      | Berit Arcalı  |
| Esra Kızıldoğan      | Firuze        |